# فايز صايغ
فايز صايغ، (ولد عام 1922في خربا، سورية، وتوفي في نيويوك عام 1980) هو سياسي وأكاديمي فلسطيني، وعضو في المجلس الوطني الفلسطيني واللجنة التنفيذية لمنظمة التحرير الفلسطينية، ومؤسس مركز الأبحاث الفلسطيني.

## نشأته وتعليمه
ولد عام 1922م في خربا في سورية وانتقل مع أسرته طفلاً إلى فلسطين، حيث عين والده قسّا في طبرية، وهو شقيق يوسف صايغ وأنيس صايغ وتوفيق صايغ.
درس في الكلية الاسكتلندية في صفد، وتخرج من الجامعة الأمريكية في بيروت حيث نال شهادة البكالوريوس عام 1941 وشهاد الماجستير عام 1954، ثم نال عام 1949 الدكتوراه في الفلسفة من جامعة جورج تاون الأمريكية وتولى مقعد تدريس فيها.

## مسيرته السياسية والإعلامية
تردد على منزل أسرته في طبريا غسان تويني وهشام شرابي وفؤاد النجار ويوسف سلامة وأنطون سعادة، ومال فايز وإخوته إلى الفكر القومي السوري ودخلوا في مساجلات مع الشيوعيين أمثال إميل حبيبي وإميل توما وحنا نقارة ومخلص عمرو وصليبا خميس.
التحق فايز الصايغ بالحزب السوري القومي الاجماعي (في لبنان)، وتسلم مسؤوليات هامة فيه في الأعوام 1943 – 1947، وكان من أبرز دعاته ومفكريه.
عمل في مكتب الأنباء العامة (1950-1952) ومكتب الشؤون الاجتماعية (1954-1955) التابعين لهيئة الأمم المتحدة، ثم اختير مستشاراً لبعثة اليمن في الأمم المتحدة في الأعوام 1955 – 1959. وفي سنة 1959 ترأس المجلس العربي الفلسطيني في بيروت.
شغل منصب أستاذ زائر في جامعة ستانفورد في الولايات المتحدة (1960-1962)، وفي جامعة أوكسفورد (1962 – 1964 )، ثم في الجامعة الأمريكية ببيروت (1964 -1967).
اختير عضواً في اللجنة التنفيذية لمنظمة التحرير الفلسطينية، وأسس مركز الأبحاث الفلسطينية التابع لها، ثم تولى منصب المراقب الدائم لجامعة الدول العربية في هيئة الأمم المتحدة، ثم عين عام 1972 مستشاراً لبعثة الكويت في هيئة الأمم، وهو موقع شغله حتى وفاته عام 1980.

## وفاته
توفي عام 1980 في نيويورك بسكتة قلبية ونقل جثمانه إلى بيروت ودفن فيها.

## كتاباته
له عدة مؤلفات باللغتين العربية والإنكليزية، أهمها
- البعث القومي: 1942.
- نداء الاعماق: 1947.
- سِجِّل إسرائيل في الامم المتحدة: 1957.
- الوحدة العربية: 1958.
- النزاع العربي الإسرائيلي: 1964.
- مشروع همر شولد وقضية اللاجئين: 1959.
- لاستيطان الصهيوني في فلسطين: 1956.
- هل تعلم؟: 1965.
- الدبلوماسية الصهيونية: 1967.
- الامم المتحدة والقضية الفلسطينية (1947 – 1965).
- حفنه من ضباب: 1966.
- فلسطين وإسرائيل والسلام: 1970.[3]